# Raz-de-marée aux Pays-Bas en 1282
Le raz-de-marée survenu en 1282 aux Pays-Bas, a eu des conséquences dramatiques; la connexion entre Texel et le continent a été brisée.